# HD 69830 d
HD 69830 d är en bekräftad exoplanet som kretsar runt stjärnan HD 69830, med tre andra planeter. Stjärnan är belägen 40,7 ljusår från Jorden i stjärnbilden Akterskeppet. Den upptäcktes 2006 med hjälp av radialhastighetsmetoden  av HARPS. 

## Egenskaper

### Massa
Planeten har en massa på ungefär 0,0569 Jupitermassor, vilket är ungefär 18 jordmassor. Planeten tros vara ungefär som Uranus eller Neptunus. I så fall är den en isjätte.

### Temperatur
Temperaturen på HD 69380 är ungefär 284 Kelvin. Den tros vara en isjätte, som Neptunus, fast varmare. Planeten ligger i beboeliga zonen, men eftersom den inte har någon yta kan liv som på jorden inte finnas där. Om planeten har månar kan liv finnas på dem.

## I media
I spelserien Halo är en påhittad måne av planeten hemvärld till Kig-Yar, en av de kollektiva utomjordiska raser till fiendesidan, the Covenant.